# Humani Generis
Humani Generis is een encycliek van paus Pius XII, die hij op 12 augustus 1950 heeft uitgevaardigd. Pius XII pleit daarin voor het handhaven van de traditionele theologische taal en voor een interpretatie van de openbaringsbronnen onder toezicht van het kerkelijk leergezag. Tegelijkertijd waarschuwt hij voor een aantal tendensen in de 20e-eeuwse theologie, zoals voor het irenisme en de théologie nouvelle en bespreekt enkele filosofische thema's, onder andere de waarde van de scholastieke wijsbegeerte. Voorts gaat hij nader op enkele vraagstukken uit de positieve wetenschappen in, op het evolutionisme en polygenisme.
Paus Pius XII heeft 41 encyclieken uitgevaardigd.

## Websites
- Humani Generis op www.rkdocumenten.nl

<<< · Summi Pontificatus · Sertum Laetitiae · Saeculo Exeunte Octavo · Mystici Corporis Christi · Divino Afflante Spiritu · Orientalis Ecclesiae · Communium Interpretes Dolorum · Orientales Omnes · Quemadmodum · Deiparae Virginis Mariae · Fulgens Radiatur · Mediator Dei · Optatissima Pax · Auspicia Quaedam · In Multiplicibus Curis · Redemptoris Nostri Cruciatus · Anni Sacri · Summi Maeroris · Humani Generis · Mirabile Illud · Evangelii Praecones · Sempiternus Rex Christus · Ingruentium Malorum · Orientales Ecclesias · Doctor Mellifluus · Fulgens Corona · Sacra Virginitas · Ecclesiae Fastos · Ad Sinarum Gentem · Ad Caeli Reginam · Musicae Sacrae · Haurietis Aquas in Gaudio · Luctuosissimi Eventus · Laetamur Admodum · Datis Nuperrime · Fidei Donum · Invicti athletae Christi · Le Pelerinage de Lourdes · Miranda Prorsus · Meminisse Juvat · Ad Apostolorum Principis · >>>